# Vardø flygplats, Svartnes
Vardø flygplats, Svartnes (norska: Vardø lufthavn, Svartnes) är en regional flygplats belägen cirka 2,5 kilometer sydväst om staden Vardø i Finnmark fylke i nordligaste Norge. Flygplatsen är Norges östligaste. Den ägs och drivs av Avinor. 

## Faciliteter
Det finns avgiftsfri parkering och biluthyrning på flygplatsen. Taxiservice finns också tillgängligt. Inga flygbussar eller serviceutbud finns.  

## Destinationer

### Inrikes
| Flygbolag | Destinationer                                                          |
| --------- | ---------------------------------------------------------------------- |
| Widerøe   | Alta, Berlevåg, Båtsfjord, Hammerfest, Kirkenes, Mehamn, Tromsø, Vadsø |